# 丹山河

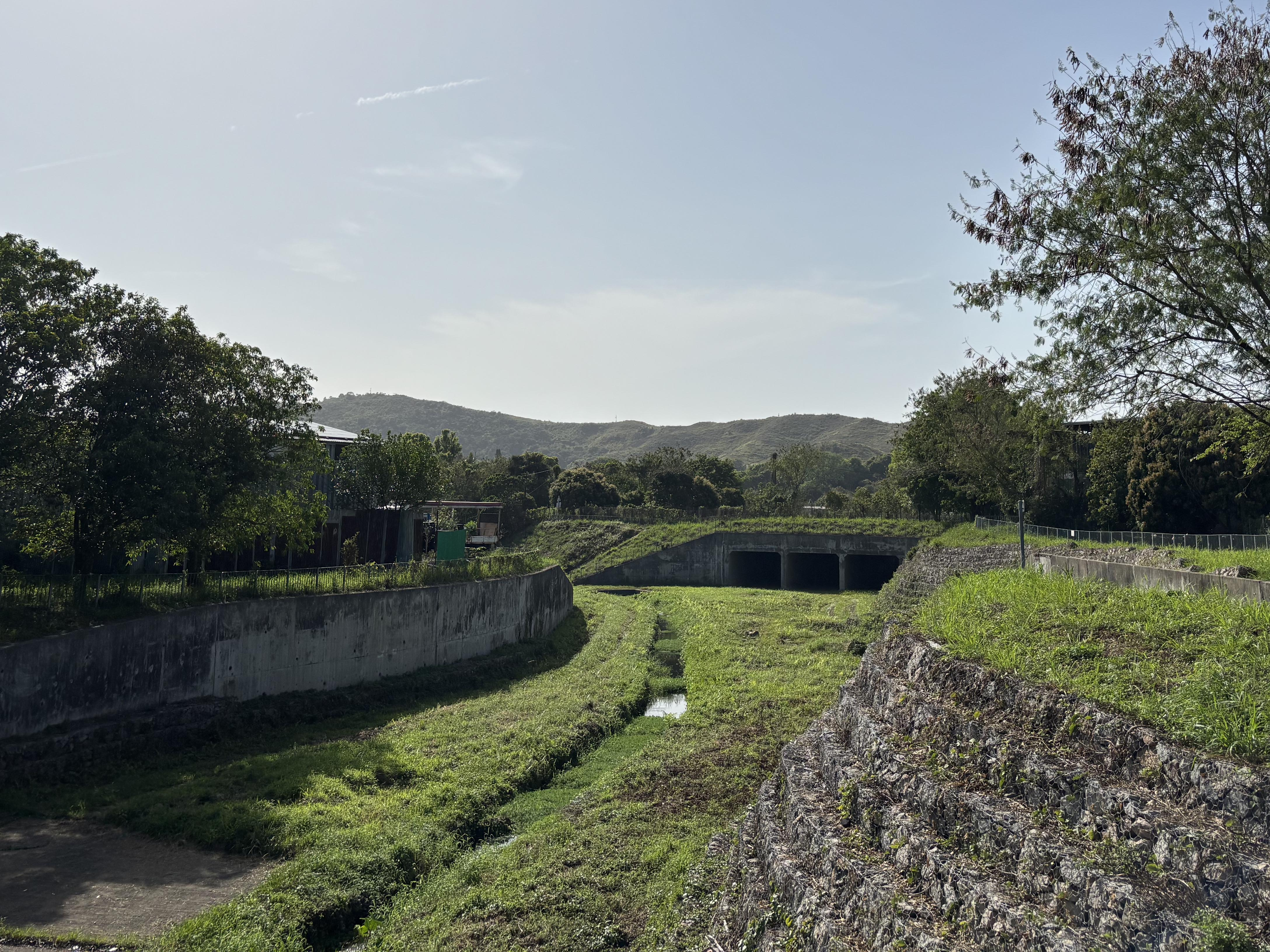
丹山河

丹山河（英語：Tan Shan River，又譯Tan Shan Ho，香港回歸前被稱為）是一條位於香港新界的河流，在地理上：下流部分屬北區，鶴藪水塘至上流部分屬大埔區。
丹山河起源自平山仔、沙螺洞、九龍坑等多條山溪，流進八仙嶺郊野公園內，在鶴藪水塘匯合，沿鶴藪道流至石坳山，在東山下後流出八仙嶺郊野公園，其後再流經至獅頭嶺、丹竹坑、簡頭村至孔嶺，在橫嶺（近高莆北村）一帶與梧桐河匯合。
在大窩和鶴藪水塘之間，有一家木廠，為當地唯一一家木廠。

## 文獻
2007. 2007 香港地圖 一本便利（ISBN 962-8751-15-8）